# Zapiski kłusownika
Zapiski kłusownika – cykl humorystycznych pogadanek lub wywiadów z programu 60 minut na godzinę.
Bohaterem jest Bronisław Baton (pseudonim Beton) (w tej roli Andrzej Zaorski), który opowiada o swych licznych niezwykłych przygodach jako szpieg radzieckiego wywiadu. Jego dowódcą był major Smith-Smisowicz-Smisow. Wiernym kompanem Batona jest pies myśliwski Piorun. Opowieści zazwyczaj koncentrują się na podporządkowaniu istniejących faktów pod bohaterskie czyny Batona, a sam Baton ukazuje drugie dno prowadzonych przez niego działań pogrążających Zachód.